# Bomba de hidrogénio

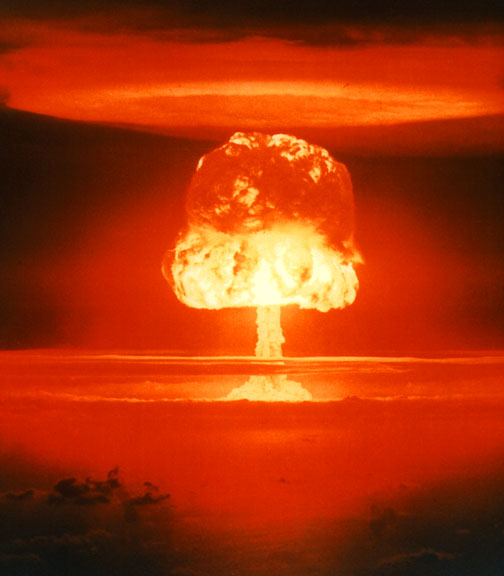
Teste termonuclear durante a Operação Castelo, na detonação da Castle Romeo.

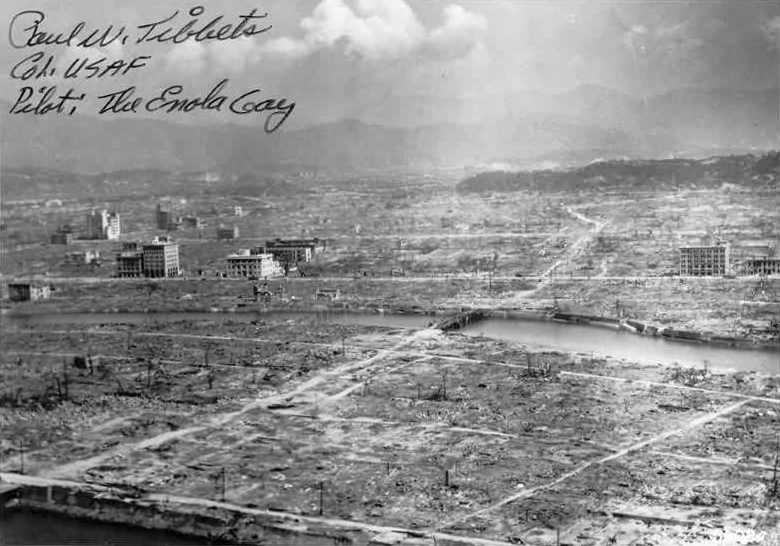
A explosão de uma bomba atômica consegue facilmente arrasar uma grande cidade. Na imagem, a cidade de Hiroshima (Japão) após a explosão da primeira bomba atômica usada contra civis em finais da Segunda Guerra Mundial. Entretanto, a força da bomba jogada sobre Hiroshima, baseada em fissão nuclear, é muitas vezes menor que a de uma bomba de hidrogênio (nunca utilizada em guerra), sendo que a maior bomba de hidrogênio detonada pelo homem teve um poder de destruição 4 000 vezes superior ao da bomba de Hiroshima.

Uma bomba de hidrogénio (português europeu) ou hidrogênio (português brasileiro), designação mais adaptada ao seu significado bomba termonuclear, é um tipo de armamento que consegue ser milhares de vezes mais potente do que qualquer bomba nuclear de fissão.

## História
Hans Albrecht Bethe (1906-2005) foi um dos responsáveis pela descrição de como a fusão nuclear podia produzir a energia que faz as estrelas brilharem. Esta teoria foi publicada no seu artigo A Produção de Energia das Estrelas, publicado em 1939, e que lhe valeu o prêmio Nobel em 1967.
Hans Bethe tomou os melhores dados das reações nucleares existentes e mostrou, em detalhe, como quatro prótons poderiam ser unidos e transformados em um núcleo de hélio, libertando a energia que Eddington havia sugerido. O processo que Bethe elaborou no seu artigo, atualmente conhecido como o Ciclo do carbono, envolve uma cadeia complexa de seis reações nucleares em que átomos de carbono e nitrogênio agem como catalisadores para a fusão nuclear. Naquela época, os astrônomos calculavam que a temperatura no núcleo solar fosse de cerca de 19 milhões de Kelvin, e Bethe demonstrou que, àquela temperatura, o ciclo do carbono seria o modo dominante de produção de energia.
Na mesma época, além de Hans Bethe, o físico alemão Carl Friedrich von Weizsäcker (1912–2007) e Charles Critchfield (1910–1994) identificaram várias das reações de fusão nuclear que mantêm o brilho das estrelas.
A descoberta da fissão nuclear ocorreu a 10 de dezembro de 1938 e foi descrita num artigo submetido ao Naturwissenschaften a 22 de dezembro de 1938, pelos alemães Otto Hahn  (1879–1968) e Fritz Strassmann (1902–1980) e pela austríaca Lise Meitner (1878–1968).
O italiano Enrico Fermi (1901–1954) foi uma das pessoas mais importantes no desenvolvimento teórico e experimental da bomba atômica. Quando Benito Mussolini (1883–1945) aprovou o Manifesto della Razza a 14 de Julho de 1938, impondo leis racistas na Itália fascista, Enrico decidiu aceitar o emprego oferecido pela Columbia University, nos Estados Unidos. Ele e a sua família partiram de Roma para a cerimônia de entrega do Prémio Nobel a Fermi em Dezembro de 1938 e nunca retornaram à Itália. O Nobel foi-lhe dado por seu estudo sobre a radioatividade artificial, com as suas experiências de bombardeamento de urânio com neutrões, criando novos elementos mais pesados, e o seu aumento pela redução da velocidade dos neutrões. Fermi havia descoberto que quando ele colocava uma placa de parafina entre a fonte de neutrões e o urânio, aumentava a radioactividade, pois aumentava a chance do neutrão ser absorvido pelo núcleo de urânio.
Em 1934, o húngaro Leo Szilard (1898–1964) já havia patenteado a ideia da reação em cadeia e, a 2 de dezembro de 1942, Fermi conseguiu construir uma massa crítica de U235/U238 não separados (na natureza somente 0,7% são do U235 que é ativo), usando grafite para reduzir a velocidade dos neutrões e acelerar a produção de neutrões secundários. Na experiência, ele utilizou barras de cádmio como absorventes de neutrões para regular a experiência e produziu um crescimento exponencial do número de neutrões, isto é, uma reação em cadeia.
Em 1939, os físicos já sabiam que água pesada agia como um moderador nuclear, isto é, redutor de velocidade dos neutrões, como a parafina. A água normal (leve) consiste de dois átomos de hidrogênio (H) e um átomo de oxigênio (O). Na água pesada, dois isótopos de hidrogênio, deutério, unem-se com o oxigênio. Água pesada é ainda hoje utilizada como moderador em reatores nucleares de urânio natural.
Em 1939, Szilard convenceu Albert Einstein (1879–1955), um importante físico, com quem ele tinha trabalhado em 1919 em Berlim, a mandar uma carta para o presidente americano Franklin Delano Roosevelt (1933–1945) sobre o desenvolvimento pelos alemães de armas atômicas e pedindo ao presidente que iniciasse um programa americano, que mais tarde se chamaria Projecto Manhattan, chefiado pelo americano Julius Robert Oppenheimer (1904–1967), e levaria ao desenvolvimento do Los Alamos National Laboratory, ao teste Trinity, a 16 de Julho de 1945, com a explosão da primeira bomba atômica em Alamogordo, no Novo México, e à construção das bombas Little Boy (de 20 mil toneladas de T.N.T - 15 KiloTons) e Fat Man, que seriam utilizadas em Hiroshima e Nagasaki em 6 e 9 de Agosto de 1945.
O húngaro Edward Teller (1908–2003), sob protestos de Fermi e Szilard, chefiou o desenvolvimento da bomba de fusão de hidrogênio, que utiliza uma bomba de fissão como gatilho para iniciar a colisão do deutério com o trítio. A bomba de hidrogênio, Ivy Mike (com intensidade equivalente à detonação de 10,4 megatoneladas de T.N.T.) foi testada a 31 de Outubro de 1952, em Eniwetok.
A primeira bomba de hidrogênio explodiu durante uma experiência feita pelos Estados Unidos (Operação Ivy) em 1952. Detonou com uma força de dez megatons, igual à explosão de dez milhões de toneladas de T.N.T., um forte explosivo convencional. A potência desta terrível arma mostrou ser 750 vezes superior à das primeiras bombas atômicas e suficiente para arrasar qualquer grande cidade.
Albert Ghiorso (1915–2010), trabalhando na Universidade da Califórnia em Berkeley, em Dezembro de 1952, descobriu um novo elemento ao analisar resíduos da detonação da Ivy Mike. Como homenagem para Albert Einstein, este novo elemento, de massa atômica 99 na tabela periódica, recebeu o nome Einstênio.
Em 1961, a União Soviética experimentou a bomba mais poderosa até então concebida (apelidada de Tsar Bomba), à qual foi atribuída uma força de 57 megatons. Inicialmente, a Tsar era uma bomba de 100 megatons. Porém, temendo que a explosão resultasse em uma tempestade radioativa que atingiria a Europa ou o próprio território russo, sua potência foi reduzida pela metade.
Já o teste nuclear mais potente realizado pelos Estados Unidos foi o Castle Bravo, realizado no dia 1 de março de 1954. O projeto da bomba previa um rendimento de 6 Megatons, mas devido a um erro de cálculo, explodiu com uma força de 15 MT.
Até os dias de hoje, início do século XXI, ainda não é possível controlar a reação de fusão nuclear para aplicações pacíficas, como já é realizado como a fissão nuclear. Um dos fatores que pesam contra o seu uso é a falta de uma maneira para se controlar temperaturas altíssimas (cerca de 100 milhões de graus Celsius).

## Explicação científica
Na bomba de hidrogênio, um disparador de bomba atômica inicia uma reação de fusão nuclear num composto químico de deutério e trítio, produzindo instantaneamente o hélio-4, que por sua vez reage com o deutério. Porém, os cientistas militares foram mais além, no que diz respeito ao poder destrutivo da bomba, envolvendo-a em urânio natural. Os poderosos neutrões libertos pela fusão causam depois uma explosão por fissão nuclear no invólucro de urânio.
Para que uma reação nuclear ocorra, as partículas precisam vencer a Barreira de Coulomb repulsiva entre as partículas (descoberta por Charles Augustin de Coulomb, 1736–1806), dada por {\displaystyle V={\frac {Z_{1}Z_{2}e^{2}}{R}}=1,44{\frac {Z_{1}Z_{2}}{R(fm)}}{MeV}}, enquanto a energia cinética entre as partículas é determinada por uma distribuição de velocidades de Maxwell-Boltzmann correspondente à energia térmica {\displaystyle kT=8,62\times 10^{-8}T}
Para temperaturas da ordem de dezenas a centenas de milhões de graus, a energia média das partículas interagentes é muitas ordens de magnitudes menor do que a barreira Coulombiana que as separa. As reações ocorrem pelo efeito de tunelamento quântico, proposto em 1928 pelo físico russo-americano George Gamow (1904–1968). As partículas com maior chance de penetrar a barreira são aquelas com a máxima energia na distribuição de Maxwell-Boltzmann (dada por {\displaystyle {C}^{12}+4H\rightarrow C^{12}+{He}+2e^{+}+2\nu _{e}+\gamma }).
A explicação de von Weizäcker e Critchfield para as reacções de fusão nuclear que mantêm o brilho das estrelas é dada pela equação {\displaystyle 4{H}\rightarrow {He}^{4}+e^{+}+\nu _{e}+\gamma }. Hoje em dia, o valor aceito para a temperatura do núcleo do Sol é de 15 milhões de Kelvin, e a esta temperatura, como explicitado por Bethe no seu artigo, o ciclo próton-próton domina.
A liberação de energia pelo ciclo do carbono é proporcional à 20ª potência da temperatura, como explicitado em {\displaystyle \epsilon _{CNO}\propto T^{20}}, para temperaturas da ordem de 10 milhões de K, como no interior do Sol. Já para o ciclo próton-próton, a dependência é muito menor, com a quarta potência da temperatura, como explicitado em {\displaystyle \epsilon _{p-p}\propto T^{4}}.
Atualmente, sabe-se que o Ciclo do carbono contribui pouco para a geração de energia para estrelas de baixa massa como o Sol, porque as suas temperaturas centrais são baixas, mas domina para estrelas mais massivas. Rigel, por exemplo, tem temperatura central da ordem de 400 milhões de Kelvin. Quanto maior for a temperatura central, mais veloz será o próton, e maior a sua energia cinética, suficiente para penetrar a repulsão Coulombiana de núcleos com maior número de prótons.
A astrofísica demonstrou que as leis físicas que conhecemos na nossa limitada experiência na Terra são suficientes para estudar completamente o interior das estrelas. Desde as descobertas de Bethe, o cálculo de evolução estelar através da união da estrutura estelar com as taxas de reações nucleares tornou-se um campo bem desenvolvido e astrônomos calculam com confiança o fim de uma estrela como o nosso Sol daqui a 6,5 bilhões de anos como uma anã branca, após a queima do hélio em carbono pela reacção {\displaystyle triplo-\$\alpha \$}, conforme em {\displaystyle 3{He}^{4}\rightarrow {C^{12}}com\epsilon _{3\alpha }\propto T^{40}}, e a explosão de estrelas massivas como supernovas.
Três átomos de hélio colidem, formando um carbono e liberando fótons. Sabemos com certeza que o Sol converte aproximadamente 600 milhões de toneladas de hidrogénio em hélio por segundo, mantendo a vida aqui na Terra. Esta energia produzida pelo Sol, de {\displaystyle \$L=3,847\times 10^{33}\$} ergs/s é equivalente a 5 bilhões de bombas de hidrogênio por segundo. Para comparar, a primeira bomba atômica, de urânio, chamada de Little Boy, e que explodiu sobre a cidade de Hiroshima, tinha uma potência de 20 mil toneladas de TNT (trinitrotolueno). Uma bomba de hidrogênio tem uma potência de 20 milhões de toneladas de TNT.
A fusão nuclear também ocorre no Sol, e na maioria das estrelas, onde são encontradas temperaturas de um milhão a dez milhões de graus Celsius. Como o Sol tem 4,5 bilhões de anos, ele não nasceu do material primordial (hidrogênio e hélio) que preenchia o Universo cerca de 500 000 anos após o Big Bang, mas sim de material já reciclado. Este material passou alguns milhares de milhões de anos numa estrela que se tornou uma supergigante e explodiu como supernova, ejetando hidrogênio e hélio no espaço sideral , juntamente com cerca de 3% de elementos mais pesados, como carbono, oxigênio, enxofre, cloro e ferro que tinham sido sintetizados no núcleo da supergigante, antes desta tornar-se uma supernova. O material ejetado começou a concentrar-se por algum evento externo, como a explosão de outra supernova ou a passagem de uma onda de densidade, e, com o aumento de sua densidade, as excitações por colisões atômicas e moleculares provocaram a emissão de radiação. Esta perda de energia por radiação torna a contração irreversível, forçando o colapso gravitacional. A segunda lei da termodinâmica nos ensina que um processo que envolve um fluxo líquido de radiação é irreversível, já que há aumento da entropia, representada pela perda da radiação.
O conceito de entropia foi formulado pelo físico matemático alemão Rudolf Julius Emanuel Clausius (1822–1888), e mede quão próximo do equilíbrio — isto é, perfeita desordem interna — um sistema está. A entropia de um sistema isolado só pode aumentar, e quando o equilíbrio for alcançado, nenhuma troca de energia interna será possível. Somente quando a temperatura da parte interna desta nuvem colapsante alcança cerca de 10 milhões de Kelvin, a contração é interrompida, pois então a energia nuclear é importante fonte de energia. O conceito de entropia está intimamente ligado ao conceito de calor. Quando um sistema recebe entropia (calor), ele recebe energia. Se um corpo a uma temperatura T recebe entropia (S), ele absorve energia (E) equivalente ao produto da temperatura pela entropia, conforme {\displaystyle \Delta E=T\Delta S}
A entropia (calor) pode ser transportada, armazenada e criada. A entropia é o transportador da energia em processos térmicos. Ela pode ser criada em processos irreversíveis, como queima, fricção, transporte de calor, mas não pode ser destruída. A quantidade de energia usada na criação de entropia é dita dissipada.
Quando 2 átomos de hidrogênio se transformam em deutério, no primeiro passo da fusão do hidrogênio ({\displaystyle 2H\rightarrow D+e-+1,4MeV}), este 1,4 MeV corresponde a 1,6 ×10^10 cal/grama igual a 2 milhões de vezes a energia liberada na combustão de um grama de carvão.